# Халеки, Рухолла
Рухолла Халеки (перс. روح‌الله خالقی‎; 1906, Махан — 12 ноября 1965, Зальцбург) — иранский композитор, дирижёр, музыкальный педагог и музыковед.
С детства учился играть на таре, однако в 17-летнем возрасте перешёл на скрипку. На протяжении восьми лет учился в музыкальной школе, открытой Али Наги Вазири, затем стал его ассистентом, а позднее — преподавателем теории музыки. Одновременно окончил Тегеранский университет со специализацией по персидской литературе. В 1944 г. основал Оркестр Национального музыкального общества и работал с ним в качестве дирижёра, в 1949 г. стоял у истоков Тегеранской консерватории. Долгие годы был музыкальным консультантом Иранского радио, вёл музыкальную программу, посвящённую произведениям иранской музыки, и для этой программы обработал и исполнил с радиооркестром множество старинных и современных иранских музыкальных произведений.
Наиболее известным музыкальным произведением самого Халеки является песня "О, Иран!", написанная в 1946 г. и ставшая неофициальным гимном страны. Ему принадлежит и ряд других патриотических песен и лирических пьес. Кроме того, Халеки был видным историком и теоретиком музыки, автором двухтомной «Истории иранской музыки», обзорного труда по западной гармонии и других работ.
К столетию Халеки были выпущены четыре компакт-диска с его музыкой.